# 先帝祭

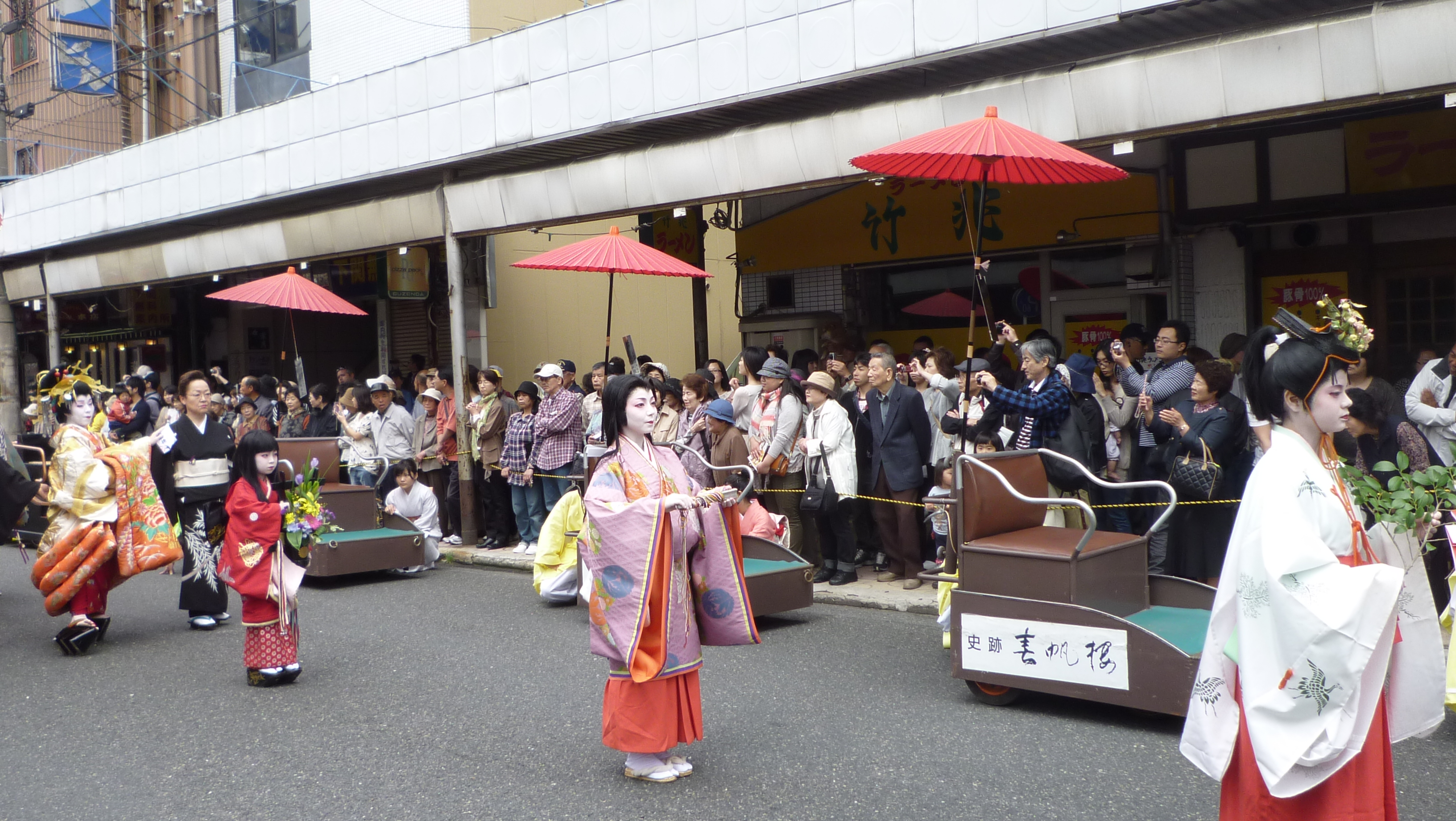
先帝祭　上臈道中（下関豊前田商店街）

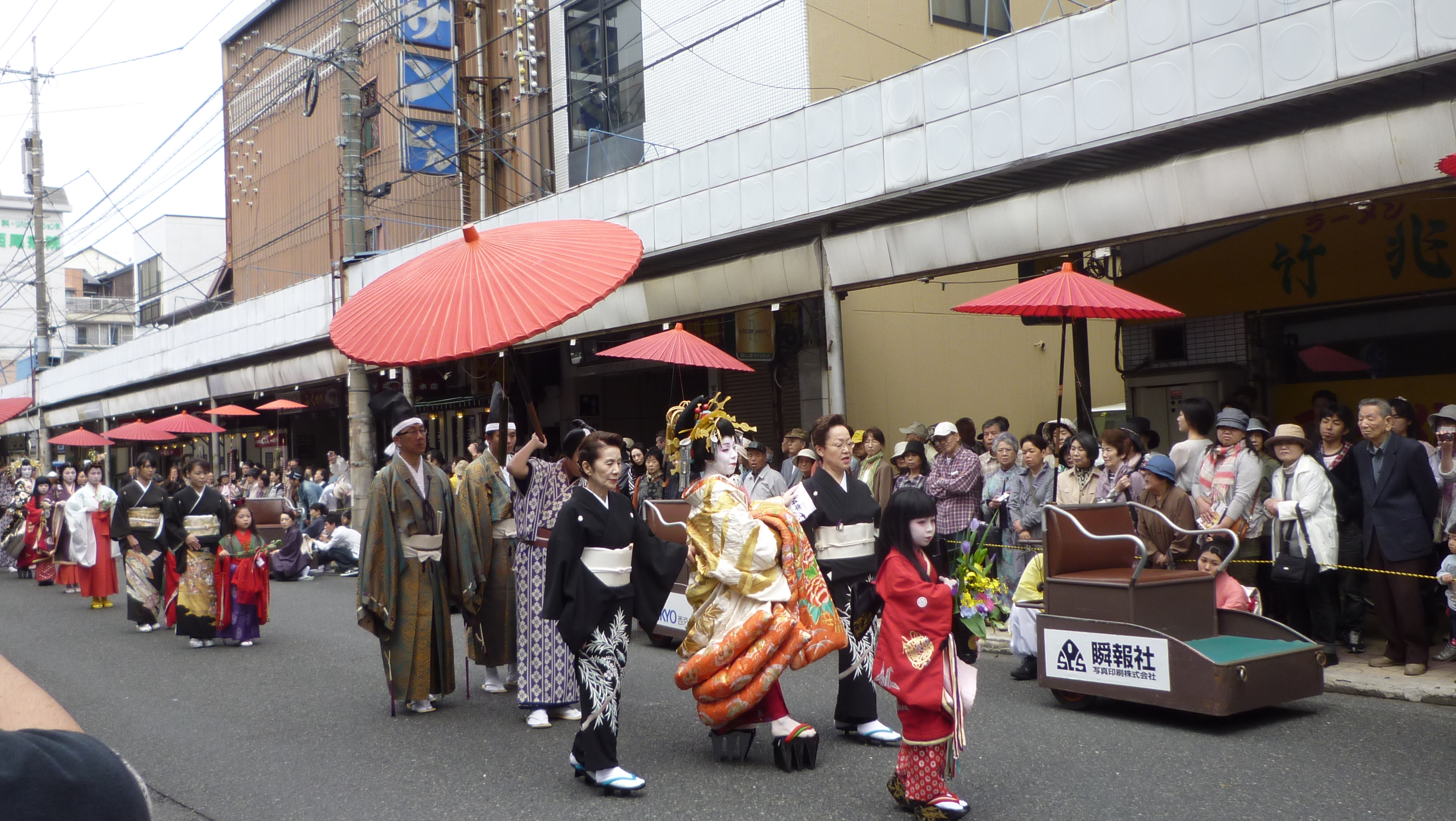
先帝祭　上臈道中（下関豊前田商店街）

| 宮中祭祀の主要祭儀一覧             |
| 四方拝・歳旦祭                     |
| 元始祭                             |
| 奏事始                             |
| 昭和天皇祭（先帝祭）               |
| 孝明天皇例祭（先帝以前三代の例祭） |
| 祈年祭                             |
| 天長祭（天長節祭）                 |
| 春季皇霊祭・春季神殿祭             |
| 神武天皇祭・皇霊殿御神楽           |
| 香淳皇后例祭（先后の例祭）         |
| 節折・大祓                         |
| 明治天皇例祭（先帝以前三代の例祭） |
| 秋季皇霊祭・秋季神殿祭             |
| 神嘗祭                             |
| 新嘗祭                             |
| 賢所御神楽                         |
| 大正天皇例祭（先帝以前三代の例祭） |
| 節折・大祓                         |

先帝祭（せんていさい）は、先帝を偲ぶ祭り。

## 分類
以下の例がある。
1. 先代の天皇を祭る宮中祭祀。先帝崩御日に毎年斎行される大祭。
2. 山口県下関市にある赤間神宮の祭事。毎年5月2日から5月4日にかけて行われる。この場合の先帝は特定の歴代天皇、安徳天皇を指す。

### 宮中祭祀
皇室祭祀令が定める大祭のひとつで、先帝崩御日に毎年斎行される。実際の祭祀の名称は先帝祭ではなく、先帝の箇所に天皇諡号が入る。
1947年（昭和22年）に皇室祭祀令は廃止されたが、以降も宮中祭祀として同様に斎行されている。平成時代は昭和天皇祭が斎行されてきたが、2019年（平成31年）4月30日の第125代天皇明仁の退位により、先帝ではなく直近の崩御した歴代天皇の祭祀として昭和天皇祭が令和時代も継続される。
先帝祭当日は、かつての休日法「年中祭日祝日ノ休暇日ヲ定ム」および「休日ニ関スル件」で休日となっていたが、1948年（昭和23年）に施行された現行の休日法「国民の祝日に関する法律」で休日から外された。
| 元号 | 先帝祭     | 日付     |
| ---- | ---------- | -------- |
| 明治 | 孝明天皇祭 | 1月30日  |
| 大正 | 明治天皇祭 | 7月30日  |
| 昭和 | 大正天皇祭 | 12月25日 |
| 平成 | 昭和天皇祭 | 1月7日   |
| 令和 | 昭和天皇祭 | 1月7日   |

### 赤間神宮（山口県下関市）の祭事
壇ノ浦の戦いの翌文治2年（1186年）、後鳥羽天皇が長門国に勅して安徳天皇の遺骸を納めた阿弥陀寺（現赤間神宮）境内に御影堂を建立し、安徳天皇の命日（3月24日）にその遺徳を偲ぶ先帝会を修したのが起源といい、以後毎年3月24日に安徳天皇の御陵の前で「御陵前祭」を営み、明治以降は祭日を太陽暦（4月23日）に改めて例祭とし、その後更に現行日（5月2日）へと改めた。
2日は平家落人の子孫らで組織される全国平家会の参列のもと御陵前での神事を始め、平家一門追悼祭などがある。
翌3日に、平家の遺臣で中島四郎太夫という者が、漁師に身を窶して平家再興を計りつつ下関に潜伏、先帝会には威儀を正して参拝したという故事に因んで、その子孫に端を発する「中島組」という漁業団体員が参拝、これを「中島組参拝の式」という。それに次いで「上臈・官女参拝の式（「上臈道中」）」となるが、これも壇ノ浦の戦いの後に在地の苫屋に援われた建礼門院（平徳子）の侍女達が、在地の苫屋に養われつつ御陵に香花を手向け、先帝会には容姿を整えて参拝したことに縁由するという。その後妓楼を営むようになった苫屋の主人が、侍女達及びその遺族も没したために、抱える遊女達にその風俗を真似て宮廷装束に身を纏わせて参拝させるようになり、これが江戸時代に至って、当時存在した稲荷町遊廓の遊女によって受け継がれて、現在の「上臈道中（じょうろうどうちゅう）」となったといい、吉原の花魁に模した太夫が禿（かむろ）、上臈、稚児、警固（けいご）らを従え、下関市中を外八文字を踏んで歩く。
例祭の翌々4日には神幸祭が行われる。
関門海峡を挟んで対岸となる福岡県北九州市の小倉祇園祭りとこの祭りは、昔から「関の先帝、小倉の祇園雨が降らなきゃ金が降る」と雨が降らないと大勢の人々が祭りに繰り出してたいそうな賑わいとなる模様をこう言った。
下関市指定無形民俗文化財に指定されている。